# Augustus Paulet (15e marquis de Winchester)
Augustus John Henry Beaumont Paulet, 15e marquis de Winchester (6 février 1858 - 11 décembre 1899) est un pair et militaire britannique.

## Biographie
Fils de John Paulet (14e marquis de Winchester) et de Mary Montagu, fille de Henry Robinson-Montagu (6e baron Rokeby), il fait ses études au Collège d'Eton et au King's College de Londres,. Il succède à son père à la pairie en 1887.
Lord Winchester est un major des Coldstream Guards. Il sert dans la seconde guerre des Boers et est tué à Magersfontein, en Afrique du Sud le 11 décembre 1899, dans une bataille où la force Boer en défense bat les forces britanniques en progression avec de lourdes pertes pour ces derniers. Lord Winchester est mentionné dans la dépêche de Lord Methuen décrivant la bataille, comme un homme qui "a fait preuve d'un courage presque imprudent".
Ses restes sont transférés en Angleterre et incinérés à Brookwood au début de février 1900, suivis d'un service funèbre à Amport deux jours plus tard.